# Neoclytus senilis
Neoclytus senilis är en skalbaggsart som först beskrevs av Fabricius 1798.  Neoclytus senilis ingår i släktet Neoclytus och familjen långhorningar. Inga underarter finns listade i Catalogue of Life.